# گروه بیمه آراس‌ای
گروه بیمه آراس‌ای (به انگلیسی: RSA Insurance Group) گروه بیمه رویال سان آلیانس؛ (به‌اختصار: آراس‌ای) شرکت خدمات بیمه بریتانیایی و چندملیتی است، که در سال ۱۹۹۶ از ادغام شرکت بیمه رویال و شرکت سان آلیانس تشکیل شد.
دفتر مرکزی این شرکت در شهر لندن، بریتانیا قرار دارد و هم‌اکنون دارای بیش از ۱۷ میلیون مشتری در ۱۴۰ کشور جهان می‌باشد. بخشی از سهام شرکت بیمه آراس‌ای در بازار بورس لندن معامله می‌شود و جزئی از شاخص اف‌تی‌اس‌ای ۱۰۰ به‌شمار می‌آید. حوزه فعالیت‌های این شرکت بر اروپای غربی متمرکز است.